# Берёзовка (Владимирская область)
Берёзовка — деревня в Муромском районе Владимирской области России, входит в состав Ковардицкого сельского поселения. 

## География
Деревня расположена в 5 км на север от центра поселения села Ковардицы и в 11 км на северо-запад от Мурома. 

## История
В конце XIX — начале XX века деревня называлась Степаньково Малое и входила в состав Новокотлицкой волости Муромского уезда, с 1926 года в составе Булатниковской волости. В 1859 году в деревне числилось 19 дворов, в 1905 году — 44 двора, в 1926 году — 58 дворов.
С 1929 года деревня входила в состав Саксинского сельсовета Муромского района, с 1954 года — в составе Ковардицкого сельсовета, с 2005 года — в составе Ковардицкого сельского поселения. 

## Население
| 1859 | 1905 | 1926 | 2002 | 2010 | 2012 | 2021 |
| ---- | ---- | ---- | ---- | ---- | ---- | ---- |
| 284  | ↘257 | ↗326 | ↘23  | ↗32  | ↘30  | ↗67  |